# Chaudoirina nigrofasciata
Chaudoirina nigrofasciata is een keversoort uit de familie loopkevers (Carabidae). De wetenschappelijke naam van de soort is voor het eerst geldig gepubliceerd in 1849 door Solier in Gay.